# Tàngara de Reinhardt
La tàngara de Reinhardt (Iridosornis reinhardti) és un ocell de la família dels tràupids (Thraupidae).

## Hàbitat i distribució
Habita la selva pluvial, clars, boscos i zones amb herba al vessant oriental dels Andes del nord del Perú.